# 阿倍子島
阿倍 子島（あべ の こしま）は、奈良時代の貴族。名は小島とも記される。官位は従四位下・上総守。

## 経歴
大宰大監を経て天平13年（741年）従五位下・肥後守に叙任される。天平18年（746年）兵部少輔として京官に遷る。天平19年（747年）にはかつて聖武天皇の発願により諸国に造立が指示されていた国分寺（金光明寺と法華寺）について、十分に造立がなされていないとして、石川年足・布勢宅主と共に諸国に派遣され、寺地の適否の調査と造作状況の視察を行っている。
孝謙朝では天平勝宝5年（753年）駿河守、天平勝宝6年（754年）式部少輔を歴任する。
天平宝字2年（758年）淳仁天皇の即位に伴って従五位上に叙せられると、天平宝字6年（762年）正五位下、天平宝字8年（764年）従四位下と淳仁朝では順調に昇進した。またこの間、武部大輔・上総守を務めている。
天平宝字8年（764年）正月24日卒去。最終官位は上総守従四位下。

## 官歴
『続日本紀』による。
- 時期不詳：正六位上
- 天平10年（738年） 日付不詳：見大宰大監
- 天平13年（741年） 閏3月5日：従五位下。12月10日：肥後守
- 天平18年（746年） 9月20日：兵部少輔
- 天平勝宝5年（753年） 4月22日：駿河守
- 天平勝宝6年（754年） 7月13日：式部少輔
- 天平宝字2年（758年） 8月1日：従五位上
- 天平宝字3年（759年） 11月5日：武部大輔
- 天平宝字6年（762年） 正月4日：正五位下
- 天平宝字7年（763年） 4月14日：上総守
- 天平宝字8年（764年） 正月7日：従四位下。正月24日：卒去（上総守従四位下）。